# Lila Kedrova

Lila Kedrova en 1981. Avec signature autographe.

Lila Kedrova (en russe : Елизавета Николаевна Кедрова, Elizaveta Nikolaïevna Kedrova), parfois nommée Elisabeth Kedroff, est une actrice française d'origine russe, née le 9 octobre 1909 à Saint-Pétersbourg et morte le 16 février 2000 à Sault-Sainte-Marie (Ontario) au Canada.

## Biographie
- 37e cérémonie des Oscars : Oscar de la meilleure actrice dans un second rôle féminin en 1965 pour Zorba le Grec.
- 38e cérémonie des Tony Awards : Tony Award de la meilleure actrice de second rôle dans une comédie musicale en 1984 pour le même rôle de madame Hortense dans la version à Broadway de Zorba le Grec.

Ses parents et son frère sont de célèbres musiciens  russes :
- son père Nicolas Kedroff (senior) (en) (ru: Николай Николаевич Кедров) (1871 – 1940), chanteur et compositeur, crée le Quatuor Kedroff, premier ensemble russe masculin de chants liturgiques ;
- sa mère Sofia Gladkaya (Kedrova) (ru: Софья Николаевна Гладкая) (1874—1965) est chanteuse d’opéra au Théâtre Mariinsky de Saint-Pétersbourg et professeur au Conservatoire de musique et de déclamation à Paris ;
- son frère Nicolas Kedroff Jr. (1905–1981), chanteur et compositeur, dirige le Quatuor Kedroff après la mort  de son père.

## Décès et inhumation
Lila Kedrova a été incinérée. Ses cendres reposent aux côtés de ses parents et de son frère au cimetière russe de Sainte-Geneviève-des-Bois dans le département de l'Essonne,. Sur la croix de sa sépulture numéro 411, il est inscrit sous son nom : « 9 X 1909 - 16 II 2000 ».

## Filmographie

### Cinéma

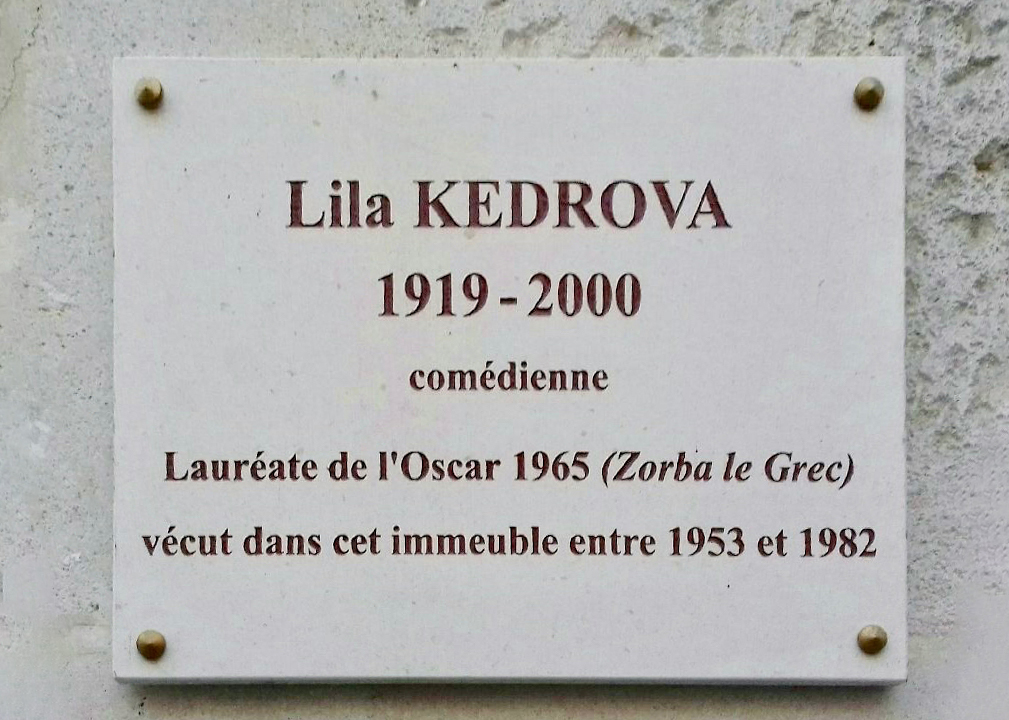
Plaque commémorative
au 162 boulevard du Montparnasse (14e arrondissement de Paris), où elle vécut de 1953 à 1982.

- 1938 : L'Accroche-cœur de Pierre Caron : La femme étrangère au casino
- 1938 : Ultimatum de Robert Wiene et Robert Siodmak : Irina
- 1953 : Le Chemin sans retour (Weg ohne Umkehr) de Victor Vicas : Ljuba
- 1954 : Le Défroqué de Léo Joannon : l'épouse d'un défroqué
- 1954 : Le Grand Jeu de Robert Siodmak : Rose
- 1954 : Les Impures de Pierre Chevalier : Mme Denis, la concierge
- 1955 : Les Chiffonniers d'Emmaüs de Robert Darène : la femme de Bastien
- 1955 : Razzia sur la chnouf de Henri Decoin : Léa, la toxicomane
- 1955 : Futures Vedettes de Marc Allégret : la mère de Sophie
- 1956 : Des gens sans importance de Henri Verneuil : Mme Vacopoulos, la propriétaire
- 1956 : Grand-rue (Calle Mayor) de Juan-Antonio Bardem
- 1957 : Jusqu'au dernier de Pierre Billon : Marcella Bastia, employée du cirque
- 1957 : Ce joli monde de Carlo Rim : Léa
- 1958 : Les Amants de Montparnasse (Montparnasse 19) de Jacques Becker : Mme Sborowsky
- 1959 : La Femme et le Pantin de Julien Duvivier : Manuela
- 1959 : Épouse coupable (Jons und Erdme) de Victor Vicas
- 1959 : Mon pote le gitan de François Gir : La Choute
- 1963 : Kriss Romani de Jean Schmidt
- 1964 : La Mort d'un tueur de Robert Hossein
- 1964 : Zorba le Grec (Alexis Zorbas) de Michael Cacoyannis: Madame Hortense, la propriétaire d'un petit hôtel
- 1965 : Cyclone à la Jamaïque / Pleins feux sur la Jamaïque (A High Wind in Jamaica) d'Alexander Mackendrick : Rosa, patronne du Tampico Bar
- 1966 : Le Rideau déchiré (Torn Curtain) d'Alfred Hitchcock : la comtesse Kuchinska
- 1966 : Les Plaisirs de Pénélope (Penelope) d'Arthur Hiller : la princesse Sadaba, un escroc
- 1967 : Le Canard en fer blanc de Jacques Poitrenaud : Rosa
- 1967 : Le Commissaire Maigret à Pigalle de Mario Landi : Rose, la patronne du Picrate
- 1969 : Il Suo modo di fare de Franco Brusati : la mère de Yolanda
- 1970 : La Lettre du Kremlin (The Kremlin Letter) de John Huston : Madame Sophie
- 1972 : Le Temps d'aimer (A Time for Loving) de Christopher Miles : Madame Olga Dubillard
- 1972 : Rak de Charles Belmont : la mère de David
- 1972 : Escape to the Sun / La fuite vers le soleil (en) de Menahem Golan: Sarah Kaplan
- 1974 : En voiture, Simone (Soft Beds, Hard Battles / Undercovers hero) de Roy Boulting : Madame Grenier
- 1974 : Alla mia cara mamma nel giorno del suo compleanno de Luciano Salce : contessa Mafalda
- 1975 : La Crime de Luigi Bazzoni et Mario Fenelli
- 1975 : Émilie, l'enfant des ténèbres (Il medaglione insanguinato) de Massimo Dallamano : la comtesse Cappelli
- 1975 : Le orme de Luigi Bazzoni : la vieille femme sur la plage
- 1975 : Eliza's Horoscope de Gordon Sheppard : Lila, une vieille prostituée
- 1976 : Le Locataire de Roman Polanski : Madame Gaderian
- 1977 : Moi, fleur bleue d'Éric Le Hung : la comtesse de Tocqueville
- 1977 : Nido de viudas / Widow's nest de Tony Navarro : la mère
- 1978 : Le Paradis des riches de Paul Barge : Camille Chevallier
- 1979 : Le Cavaleur de Philippe de Broca : Olga
- 1979 : Les Égouts du paradis de José Giovanni : Charlotte
- 1979 : Clair de femme de Costa-Gavras : Sonia Tovalski, mère de Lydia et immigrée russe
- 1980 : Tell Me a Riddle (en) - David et Eva de Lee Grant : Eva
- 1981 : Il turno de Tonino Cervi : Maria
- 1982 : Blood Tide / The red tide de Richard Jeffries : Sœur Anna
- 1984 : L'Épée du vaillant (Sword of the Valiant: The Legend of Sir Gawain and the Green Knight) de Stephen Weeks : Dame de Lyon
- 1988 : Some Girls (fr) (Les Trois Grâces et Moi) [Québec] de Michael Hoffman : Granny
- 1991 : A Star for Two
- 1994 : Et ensuite, le feu (La Prossima volta il fuoco) de Fabio Carpi : la mère
- 1996 : Getting away with murder d'Harvey Miller

### Télévision
- 1960 : Les Cinq Dernières Minutes, épisode Au fil de l'histoire de Claude Loursais (TV) : Véra Grisolles
- 1961 : Les Concini (TV) : Leonora Galigaï
- 1962 : Mesdemoiselles Armande (TV) : La Ledoux
- 1963 : Une affaire de famille (Les Cinq Dernières Minutes no 29), de Jean-Pierre Marchand
- 1966 : Le train bleu s'arrête 13 fois de Maurice de Canonge, (série télévisée) dans l’épisode Monte-Carlo : un mari dangereux
- 1966 : The Survivors (TV) : Emma Martens
- 1972 : Cool Million (TV) : Mme Martine
- 1973 : Les Glaces (TV) : Madame
- 1977 : Au bout du printemps (TV) : Mme Debolska
- 1980 : Les Parents terribles (TV) : Yvonne
- 1988 : Two Men (TV) : Rose

## Théâtre

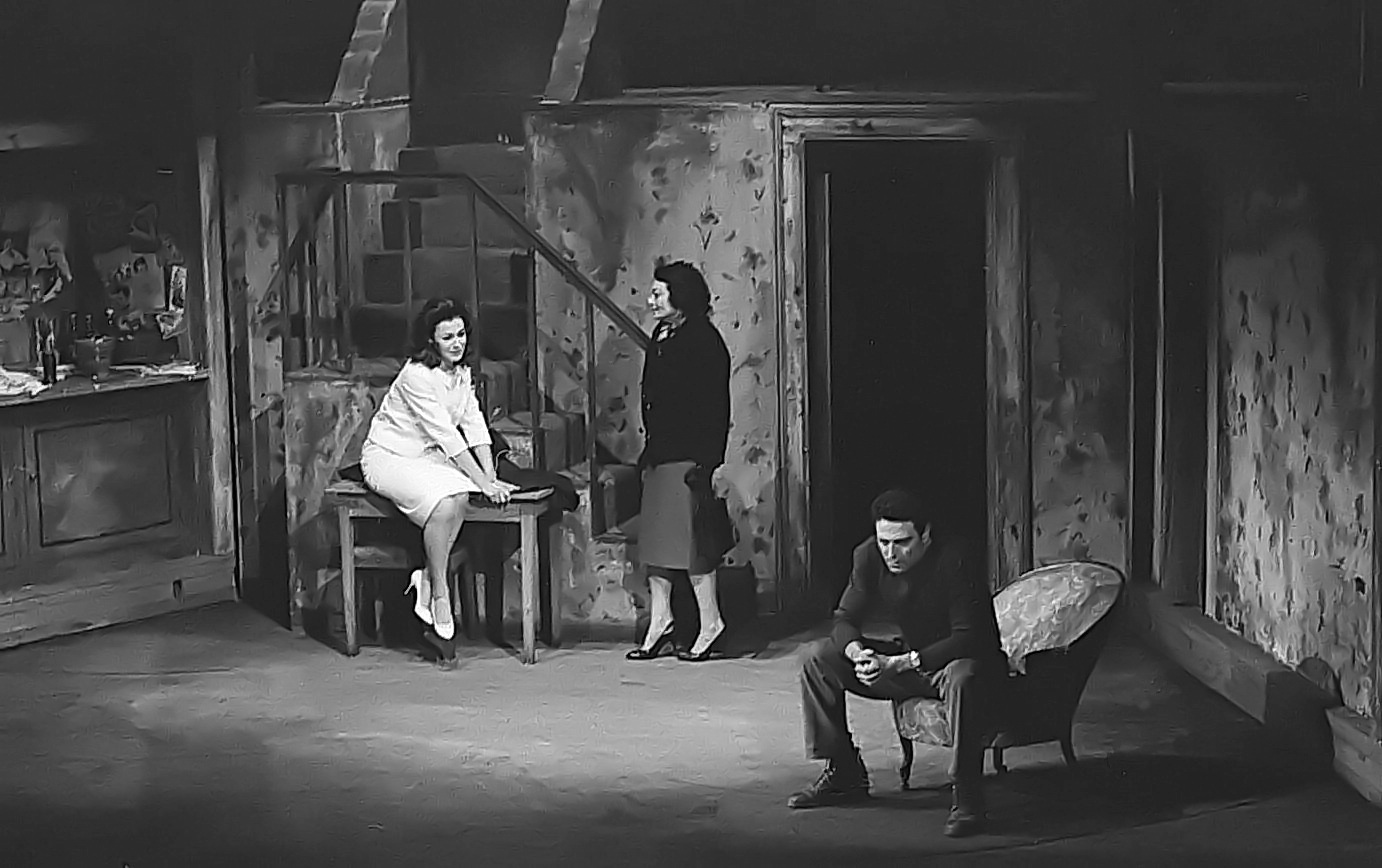
De gauche à droite : Évelyne Dandry (Catherine), Lila Kedrova (Béatrice) et Raf Vallone (Eddie) dans Vu du pont, adaptation de Marcel Aymé d'après Arthur Miller, théâtre Antoine, mars 1958.

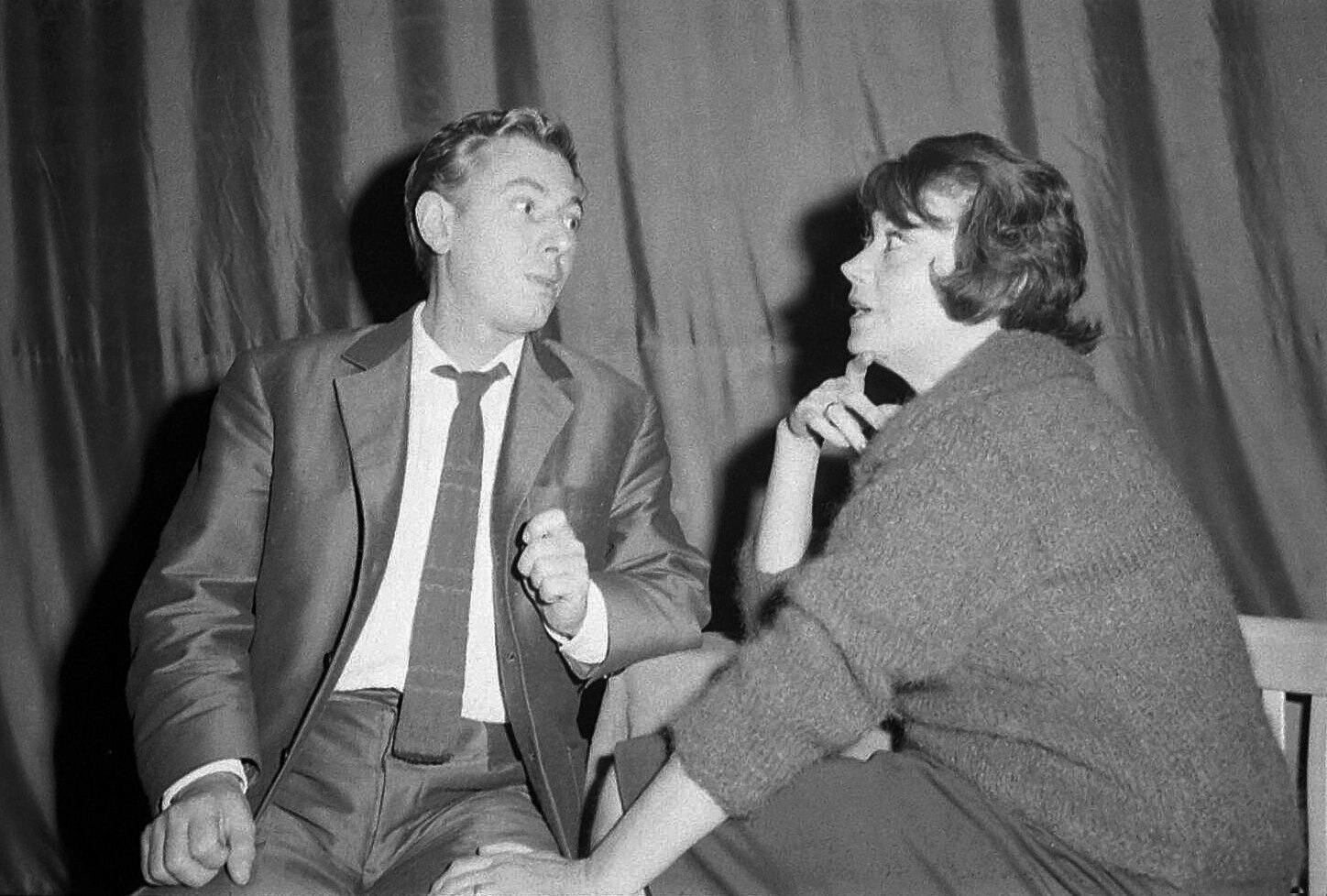
Jacques Duby (Antoine) et Lila Kedrova (Madame Cirqué) dans La Logeuse de Jacques Audiberti, mise en scène de Pierre Valde, théâtre de l'Œuvre, octobre 1960.

- 1945 : Les Frères Karamazov de Dostoïevski, mise en scène André Barsacq, Théâtre de l'Atelier
- 1947 : Les Amants de Noël de Pierre Barillet, mise en scène Pierre Valde, Théâtre de Poche
- 1948 : La Dame de l'aube d'Alejandro Casona, mise en scène Pierre Valde, Théâtre de la Gaîté-Montparnasse
- 1952 : Jésus la Caille, adapté du roman Jésus-la-Caille de Francis Carco. La pièce Jésus la Caille a été présentée le 11 janvier 1952 en première mondiale au théâtre des Célestins à Lyon (trois représentations du 11 au 13 janvier 1952). Elle s’est ensuite installée à Paris, au théâtre Gramont (première le 4 mars 1952), avant d’être reprise au théâtre Antoine (14, boulevard de Strasbourg) à partir du 25 juin 1952. Après la tournée d’été, elle est de nouveau jouée au théâtre Gramont, à partir de fin septembre 1952. La mise en scène est de Pierre Valde. Elle est interprétée, par Michel François, Catherine Seneur, Lila Kedrova,  Léon Larive, René Havard, Jean Dova, Daniel Cauchy, Charles Moulin. Le rôle de "Loupé", l'accordéoniste, est d'abord tenu par Raymond Fournier (de mars 1952 à juin 1952), puis par Jo Krasker (juin 1952 à janvier 1953)[4] (voir l'affiche du spectacle)[5]. Dora Doll, remplace Catherine Seneur à partir de l'hiver 1952[6].
- 1954 : Responsabilité limitée de Robert Hossein, mise en scène Jean-Pierre Grenier, Théâtre Fontaine
- 1954 : Le Seigneur de San Gor de Gloria Alcorta, mise en scène Jacques Mauclair et Henri Rollan, Théâtre des Arts
- 1956 : Le Baladin du monde occidental de John Millington Synge, mise en scène René Dupuy, Théâtre Gramont
- 1957 : Les Hommes du dimanche de Jean-Louis Roncoroni, mise en scène Georges Douking, Théâtre de la Michodière
- 1958 : Vu du pont d'Arthur Miller, adaptation de Marcel Aymé, mise en scène de Peter Brook, Théâtre Antoine
- 1958 : Inquisition de Diego Fabbri, mise en scène José Quaglio, Théâtre de l'Œuvre
- 1958 : Clérambard de Marcel Aymé, mise en scène Claude Sainval, Comédie des Champs-Élysées

- 1960 : Un goût de miel de Shelagh Delaney, mise en scène Marguerite Jamois, Théâtre des Mathurins
- 1960 : La Logeuse de Jacques Audiberti, mise en scène Pierre Valde, Théâtre de l'Œuvre
- 1961 : Clérambard de Marcel Aymé, mise en scène Claude Sainval, Théâtre des Champs-Élysées
- 1961 : La Grotte de Jean Anouilh, mise en scène de l'auteur et Roland Piétri, Théâtre Montparnasse
- 1963 : Le Satyre de la Villette de René de Obaldia, mise en scène André Barsacq, Théâtre de l'Atelier
- 1964 : Rebrousse-Poil de Jean-Louis Roncoroni, mise en scène Pierre Fresnay, Théâtre de l'Œuvre
- 1966 : La Rose tatouée de Tennessee Williams, mise en scène Pierre Valde, Théâtre municipal de Lausanne

- 1974 : De l'influence des rayons gamma sur le comportement des marguerites de Paul Zindel, mise en scène Michel Fagadau, Théâtre La Bruyère
- 1977 : Les Parents terribles de Jean Cocteau, mise en scène Jean Marais, Théâtre Antoine

## Récompenses
- Oscar de la meilleure actrice dans un second rôle pour son rôle dans le film Zorba le grec